# Johnny Gruelle
Johnny Gruelle (1880-1938) est un illustrateur, auteur de bande dessinée et auteur jeunesse américain.

## Biographie
D'abord illustrateur pour la presse, il succède en 1911 à Winsor McCay au New York Herald avec sa bande dessinée dominicale Mr. Twee Deedle (1911-1914). En 1915, il crée la poupée Raggedy Ann, dont il tire une série de livres illustrés à succès. De 1929 à sa mort en 1938 il se consacre au comic strip Brutus.